# Die Fledermaus (film 1962)
Die Fledermaus è un film del 1962 diretto da Géza von Cziffra basato sull'operetta omonima di Johann Strauss II.

## Produzione
Il film, girato a Vienna, fu prodotto dalla Sascha-Verleih.
La musica di Johann Strauss II è diretta da Kurt Feltz. Con le coreografie di Willi Dirtl, si esibiscono due corpi di ballo, il Ballett der Wiener Staatsoper e il Ballett der Wiener Volksoper.

## Distribuzione
Distribuito dalla Gloria-Film GmbH & Co. Filmverleih KG (München), venne presentato in prima il 2 febbraio 1962 nella Germania Ovest, mentre nella Germania Est fu distribuito dalla VEB Progress Film-Vertrieb. Il film fu distribuito anche negli Stati Uniti: nel 1964, in versione sottotitolata, fu presentato in prima a New York dalla Casino Film Exchange il 7 febbraio 1964; l'anno seguente, doppiato, dall'Union Film Distributors Inc.